# Jättekolibri
Jättekolibri (Patagona gigas) är en fågelart i familjen kolibrier och placeras som ensam art i släktet Patagona.

## Kännetecken
Jättekolibri är som namnet antyder en mycket stor kolibri, störst av alla i familjen. Den adulta fågeln har en längd på 20–22 centimeter och når en vikt på 18–20 gram. Till utseendet skiljer den sig från många andra kolibrier då den är en ganska diskret fågel. Fjäderdräkten är gråbrunaktig på ovansidan, rödbrunaktig på undersidan och undergumpen är ljusare vitaktig. Hanen och honan liknar varandra, förutom att hanen har en varmare rödbrun färg på undersidan av kroppen och mer utbredd ljus färg på undergumpen än honan.

## Utbredning och levnadsmiljö
Fågeln förekommer i Anderna och utbredningsområdet sträcker sig från Colombia genom Ecuador, Peru, Chile och Bolivia till norra Argentina. Den delas in i två underarter med följande utbredning:
- Patagona gigas peruviana – Anderna från sydvästra Colombia till norra Chile och nordvästra Argentina
- Patagona gigas gigas – centrala och södra Chile till västcentrala Argentina

Dess habitat är öppna till halvöppna torra områden, som buskmarker och glest trädbevuxna dalar och sluttningar.

## Status och hot
Arten har ett stort utbredningsområde och en stor population med stabil utveckling och som inte tros vara utsatt för något substantiellt hot. Utifrån dessa kriterier kategoriserar internationella naturvårdsunionen IUCN arten som livskraftig (LC). Världspopulationen har inte uppskattats men den beskrivs som ovanlig.